# Wojaszowie
Wojaszowie (pierwotnie Wojsza/Woysza, potem w rodzinie posługiwano się również nazwiskami Wojsz, Woysz, Wojs, Wojsa, Wojasz, Wojas) – polska rodzina szlachecka pieczętująca się herbem Pilawa. Wywodzi się z Bzowa w powiecie lelowskim w dawnym województwie krakowskim i jest jednego pochodzenia z Bzowskimi herbu Ostoja, którzy posiadali liczne majątki w Małopolsce m.in. na obszarze Puszczy Niepołomickiej.

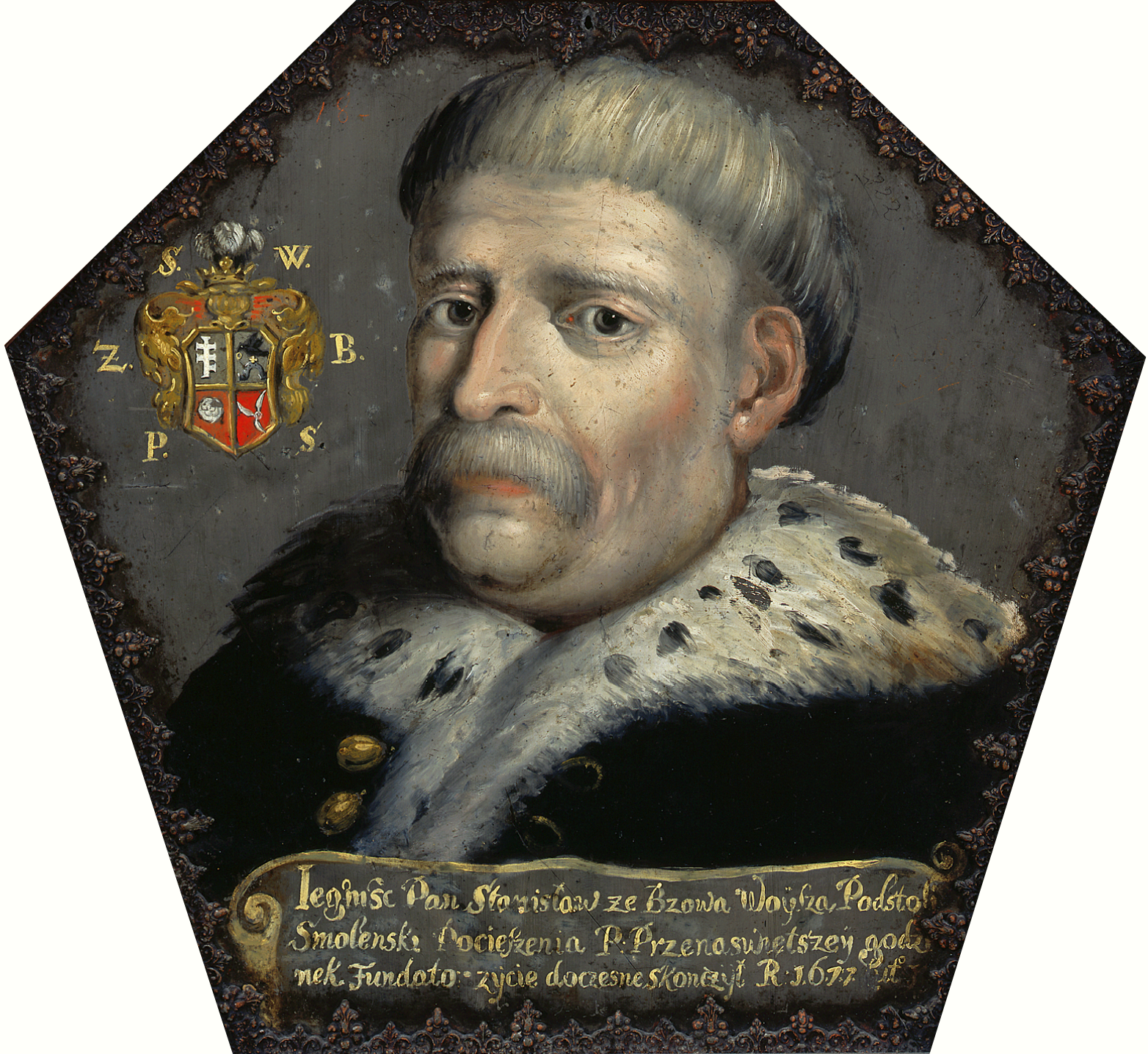
Stanisław Woysza

W XVII wieku Wojaszowie związali się z Rusią Czerwoną. W 1624 i 1625 roku przedstawiciel tej rodziny Olbrycht Wojsza (Albrecht Woysza/Wojasz) otrzymał za zasługi w bitwie pod Chocimiem majątki ziemskie po Konstantym Komarnickim oraz Michale i Cecylii Tokarzewskich. Wojaszowie (Wojszowie) notowani byli również na Smoleńszczyźnie, pograniczu polsko-węgierskim i w samych Węgrzech. Z tej rodziny pochodził Stanisław Woysza – podstoli smoleński, dworzanin króla Jana Kazimierza, komisarz generalny ekonomii samborskiej; oraz Albert Woysza – prepozyt chełmiński, kanonik płocki i sekretarz króla Władysława IV, następnie prałat domowy Karola Ferdynanda Wazy.
W czasach napoleońskich w słynnym 1 Pułku Szwoleżerów Gwardii służył Bartłomiej Wojasz.
Od XVIII wieku rodzina ta ulegała znaczącej pauperyzacji. Przedstawicieli tej rodziny najliczniej notowano w okolicach Przemyśla, Sambora i Stryja.